# Tan Wee Kiong
Tan Wee Kiong (Johor Bahru, 21 de mayo de 1989) es un deportista malasio que compite en bádminton, en la modalidad de dobles. Participó en los Juegos Olímpicos de Río de Janeiro 2016, obteniendo una medalla de plata en la prueba de dobles.

## Palmarés internacional
| Juegos Olímpicos | Juegos Olímpicos        | Juegos Olímpicos | Juegos Olímpicos |
| Año              | Lugar                   | Medalla          | Prueba           |
| ---------------- | ----------------------- | ---------------- | ---------------- |
| 2016             | Río de Janeiro (Brasil) | Medalla de plata | Dobles           |